# Reeder-Bischoff-Straße
Die Reeder-Bischoff-Straße ist eine der Haupteinkaufsstraßen in Bremen-Vegesack. Sie führt in Ost-West-Richtung von der Breiten Straße vorbei am Kleinen Markt bis zur Straße Zur Vegesacker Fähre und ist zusammen mit der Gerhard-Rohlfs-Straße und einem Abschnitt der Breiten Straße Teil einer Fußgängerzone, die das obere mit dem unteren Vegesack, also mit dem Vegesacker Hafen, dem Bahnhof Vegesack und dem Einkaufszentrum Haven Höövt Vegesack verbindet.
Die Querstraßen wurden u. a. benannt als Breite Straße, die Alt- und Neuvegesack trennt, Rohrstraße nach dem Druckereibesitzer Johann Friedrich Rohr (1816–1878), Jaburgstraße nach dem Maler Addig Jaburg (1819–1875) dem Marinemaler Oltmann Jaburg (1830–1908), Höljesweg nach einer alten Vegesacker Familie, Friedrich-Schild-Straße nach Friedrich Schild (1870–1921), der sich um Vegesack verdient gemacht hatte und Zur Vegesacker Fähre die über die Weser nach Lemwerder führt.

## Geschichte

### Name
Die Straße hieß ab der Breiten Straße bis zum Kleinen Markt (heute: Botschafter-Duckwitz-Platz) zuerst Brunnenstraße, ab Platz bis zur damaligen Havenstraße: Neuestraße (dieser untere Teil wurde um 1860 neu angelegt). 1901 wurde der gesamte Straßenverlauf in Bahnhofstraße umbenannt. Um 1950 erhielt sie ihren Namen nach den Vegesacker Reeder und Kaufleute Friedrich Bischoff (1861–1920) und Johann Diedrich Bischoff.

### Entwicklung
Von 1618 bis 1623 wurde der Vegesacker Hafen angelegt, der zu Bremen gehörte. Um den Hafen entwickelte sich vor allem nach Westen das Dorf Vegesack, das 1741, jedoch ohne den Hafen, an das Kurfürstentum Hannover kam, 1803 wieder bremisch und 1852 zur Stadt wurde. Nach 1773 wurde von Kur-Hannover ein Plan zu Besiedlung der Heideflächen zwischen Fähr und dem Hafen Vegesack entwickelt und langsam, etwa ab 1780, als Neu-Vegesack realisiert.
Die Reeder-Bischoff-Straße entwickelte sich im 19. Jahrhundert neben der Gerhard-Rohlfs-Straße und der Weserstraße zu einer der frühen Hauptstraßen von Vegesack. Sie hatte eine vorwiegend zweigeschossige Wohnbebauung.
Durch die Sanierungen von Alt- und Neu-Vegesack seit den 1970er Jahren veränderte sich das Bild der Straße nachhaltig. Im unteren Bereich bis Hausnummer 23 wurde durch den „Fährdurchbruch“ die Verbindungsstraße Zur Vegesacker Fähre als ein größerer Einschnitt geschaffen, verbunden mit dem Abriss von bis zu 20 Gebäuden an der unteren Südseite der Reeder-Bischoff-Straße. Dagegen wurde 1978 mit einem Transparent: „Hier stirbt das letzte Stückchen Altstadt“ protestiert. Die Abrisse für den „Fährdurchbruch“ und die Neubauten wurden in den 1970/80er Jahren jedoch realisiert. Hier entstanden nach Plänen von Werner Glade Anfang der 1980er Jahre rotsteinsichtige Wohnhäuser an der heutigen Straße Zur Vegesacker Fähre und die neue Straße zur Fähre.
Am 24. November 1979 konnte die neu gestaltete Fußgängerzone in der Reeder-Bischoff-Straße mit Mitteln aus der Städtebauförderung eingeweiht werden.

## Gebäude und Denkmale

### Gebäude unter Denkmalschutz
- Wohnhausgruppe Reeder-Bischoff-Straße 16 bis 22 als 3-gesch.  Wohn- und Geschäftshäuser von um 1910,
  - Nr. 16: siehe hier
  - Nr. 18: siehe hier
  - Nr. 20: siehe hier
  - Nr. 22: siehe hier
- Marktbrunnen Entfaltung von 1979 als Bronzeskulptur von Bernd Altenstein

### Weitere Gebäude
An der Reeder-Bischoff-Straße befinden sich ein- bis dreigeschossige Gebäude, zumeist Geschäfts- und Wohnhäuser.
- Nr. 16 bis 22, 44, 60, 64, 65 und 69: Gebäude aus der Gründerzeit bzw. Jahrhundertwende
- Nr. 36 (früher Neuestrasse 1 d): In dem  erheblich veränderten Haus wohnte und arbeitete der Marinemaler und Fotograf Oltmann Jaburg, an ihn erinnert hier eine Gedenktafel.
- Nr. 62: Haus im Jugendstil
- Nr. 47 bis 51 und am Kleinen Markt: Rotsteinsichtigen Wohnhäuser von bis 1982 nach Plänen von Gerhard Müller-Menckens
- Nr. 37: Haus von um 1998 im postmodernen Stil nach Plänen von Goldapp
- Nr. ?: Verputzte Wohnhäuser von 1980 nach Plänen von Gert Schulze

### Botschafter-Duckwitz-Platz

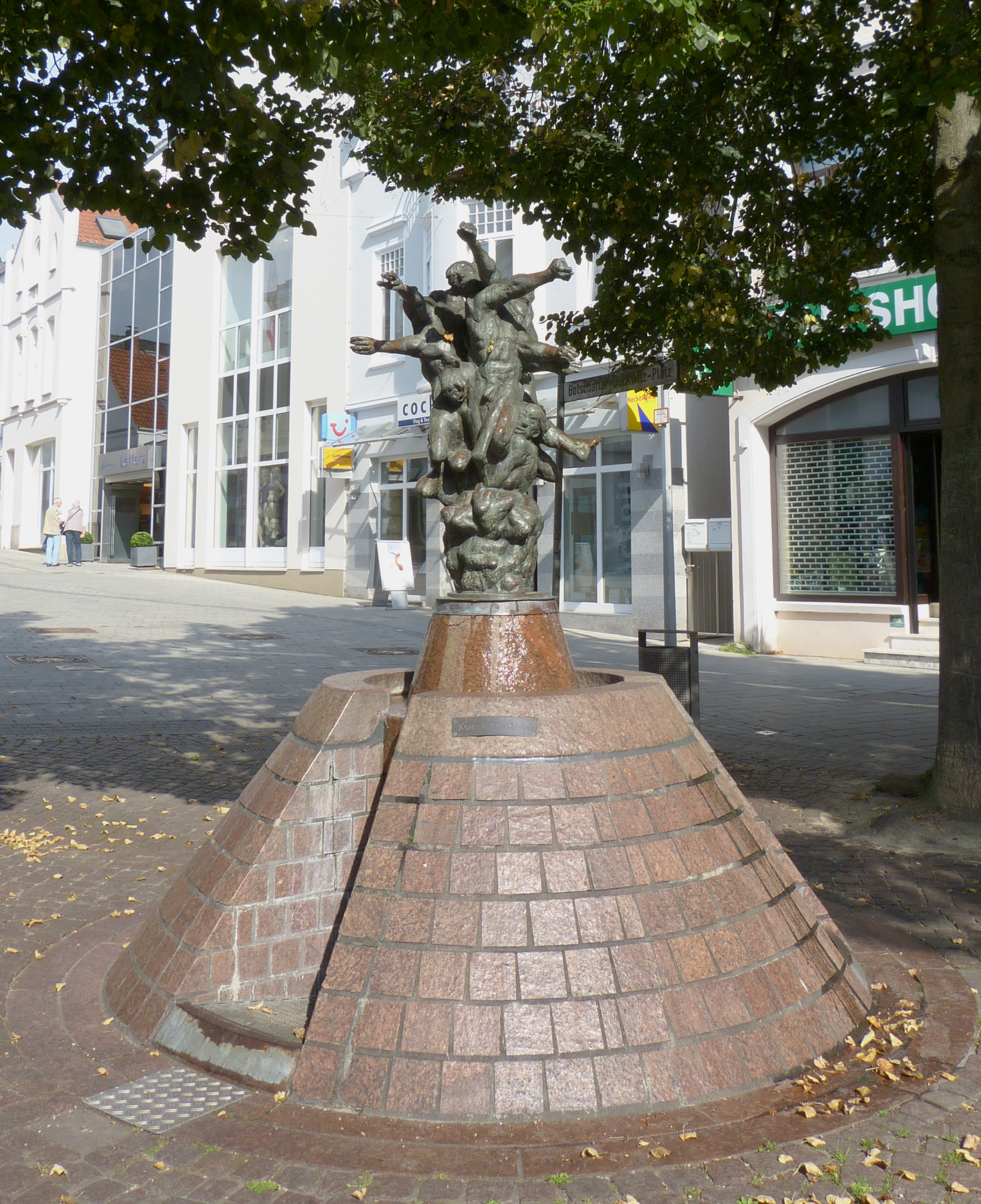
Marktbrunnen

Ein kleiner dreieckiger Platz, benannt nach dem Botschafter Georg Ferdinand Duckwitz, gliedert die Reeder-Bischoff-Straße. Am Platz, früher Kleiner Markt genannt, stehen zumeist Giebelhäuser.
Hier befindet sich seit 1979 der Marktbrunnen mit der Bronzeskulptur Entfaltung von Bernd Altenstein als Spende der swb AG.